# Yasser Nazmi
Yasser Nazmi Al-Qusi (23 settembre 1973) è un ex calciatore qatariota, di ruolo centrocampista.

## Carriera

### Club
Ha sempre giocato nel campionato qatariota.

### Nazionale
Con la maglia della nazionale ha partecipato alla Coppa d'Asia nel 2000.